# Juana Adcock
Juana Adcock (Monterrey, 1982) es una poeta y traductora mexicana radicada en Escocia.

## Biografía
Nacida en Monterrey, Nuevo León, en 1982, obtuvo una licenciatura en letras españolas por el Instituto Tecnológico y de Estudios Superiores de Monterrey (ITESM). Posteriormente realizó una maestría en creación literaria por la Universidad de Glasgow.
Su obra ha sido incluido en diversas publicaciones como Magma Poetry, Shearsman, Gutter, Glasgow Review of Books, Asymptote y Words without borders. En 2013 publicó su primer libro, Manca, el cual explora la anatomía de la violencia en México y fue considerado por el crítico Sergio González Rodríguez como uno de los mejores libros de poesía publicados dicho año.
En 2016, recibió una beca de residencia literaria en el Leighton Colony del Centro Banff para las Artes y la Creatividad en Canadá. Ese mismo año fue seleccionada por la plataforma Literature Across Frontiers como una de las diez voces emergentes del panorama literario europeo.

## Publicaciones seleccionadas

### Antología
- Abramo, Paula; Adcock, Juana; Albarrán, Alejandro; Alonso, Erik; Comensal, Jorge; Córdova, Aura Penélope; Duarte, Pablo; Espinosa Estrada, Guillermo; Flores Romero, Luis; García Santamaría, Inti; Guerrero, Maricela; Loo, Sergio; Merlín, Alejandro; Molinet, Pablo; Oliver, Mariana; Pablo, Óscar de; Peñalosa, Javier; Rodríguez Mendoza, Xitlálitl; Solana, Ingrid; Tagle, Tania; Toriz, Rafael; Uribe, Sara; Villeda, Karen; Yépez, Edgar (2015). Arbitraria: muestrario de poesía y ensayo. Ciudad de México: Antílope (Presente). ISBN 9786079707002.

### Poesía
- Adcock, Juana (2013). Manca (Primeraición edición). México, D.F: CONACULTA, Dirección General de Publicaciones. ISBN 9786075162362.

### Traducciones
- Alexander Hutchison (2015).  Juana, Adcock, ed. Gavia stellata. Guadalajara, Jalisco: Mantis Editores (Terredades). ISBN 9786079397227. (Traducción al español)
- Lola Ancira (2024).  Adcock, Juana, ed. The sadness of shadows. Inglaterra: MTO Press. ISBN 9781916913035. (Traducción al inglés)